# Station Ishiyamadera
Station Ishiyamadera  (石山寺駅, Ishiyamadera-eki) is een spoorwegstation in de Japanse stad Ōtsu. Het wordt aangedaan door de Ishiyama-Sakamoto-lijn. Het station twee sporen gelegen aan een enkel eilandperron. 

## Treindienst

### Keihan
| 1,2 | ■ Ishiyama-Sakamoto-lijn | richting Hamaōtsu en Sakamoto |

## Geschiedenis
Het station werd in 1914 onder de naam Ishiyama geopend. In 1937 werd de naam veranderd in Ishiyamadera en tussen 1950 en 1953 werd het station Ishiyama Hotaruya genoemd, om daarna weer Ishiyadera te heten. 

## Overig openbaar vervoer
Bussen van Keihan.

## Stationsomgeving
- Seta-rivier
- Ishiyama-tempel
- Autoweg 422

Ishiyamadera · Karahashimae · Keihan Ishiyama · Awazu · Kawaragahama · Nakanoshō · Zezehonmachi · Nishiki · Keihan Zeze · Ishiba · Shimanoseki · Hamaōtsu · Miidera · Bessho · Ōjiyama · Ōmijingūmae · Minami-Shiga · Shigasato · Anō · Matsunobamba · Sakamoto